# 何塞·阿尔瓦雷斯·德博奥克斯
何塞·阿尔瓦雷斯·德博奥克斯（西班牙語：José Álvarez de Bohórquez，1895年3月23日—1993年2月27日），西班牙男子马术运动员。他曾代表西班牙参加1924年和1928年夏季奥林匹克运动会马术比赛，获得一枚金牌。